# Johann Paul Karplus
Johann Paul Karplus (* 25. Oktober 1866 in Troppau, Österreichisch-Schlesien; † 13. Februar 1936 in Wien) war österreichischer Neurophysiologe und Psychiater.

## Leben
Johann Paul Karplus studierte an der Universität Wien, wo er 1890 zum Doktor der Medizin promovierte. Anschließend wurde er bei Hermann Nothnagel Hilfsarzt an der I. Medizinischen Universitätsklinik im Allgemeinen Krankenhaus in Wien. Von 1894 bis 1900 war er bei Richard von Krafft-Ebing Assistent an der Psychiatrisch-Neurologischen Universitätsklinik.
Weitere Stationen seiner Laufbahn waren das Neurologische Institut unter Heinrich Obersteiner (1900–1903) sowie das Physiologische Institut bei Siegmund Exner-Ewarten ab 1903. 1901 habilitierte er sich für Physiologie und Pathologie des Zentralnervensystems und wurde 1909 außerordentlicher Titularprofessor, 1914 außerordentlicher Universitätsprofessor. Im Jahr 1909 wurde er zum Mitglied der Leopoldina gewählt.
An der von Nathaniel von Rothschild gestifteten Nervenheilanstalt Rosenhügel in Wien war Karplus während des Ersten Weltkrieges Konsiliararzt. Schließlich war er von 1917 bis 1933 als Primararzt an der neurologisch-psychiatrischen Abteilung der Wiener Allgemeinen Poliklinik tätig. Er wurde mit dem Berufstitel Medizinalrat ausgezeichnet.
Johann Paul Karplus wohnte mit seiner Ehefrau Valerie von Lieben, einer Schwester Robert von Liebens, im Palais Lieben-Auspitz gegenüber dem Hauptgebäude der Universität Wien. 1919 traten beide aus der Israelitischen Kultusgemeinde aus. Valerie starb Anfang 1938, zwei Jahre nach ihrem Mann. Beide sind auf Friedhofsdauer auf dem Döblinger Friedhof (Gruppe 17, Grab Nr. 34)  bestattet. (Auf dem Friedhof sind, beginnend mit Valeries 1887 hier beerdigtem Großvater Ignatz Lieben, einige Mitglieder ihrer Familie bestattet.)
1956 wurde die Karplusgasse an der Grenze vom 10. zum 12. Wiener Gemeindebezirk nach ihm benannt.
Johann Paul und Valerie Karplus hatten vier Söhne, Hans Karplus (3. September 1898 bis 1. September 1971), verheiratet mit Lucie Isabella Goldstern (12. März 1900 bis 19. März 1967), Eduard Karplus (7. September 1899 bis August 1979), Walter G. Karplus und Heinrich Karplus (1905–1988), Gründungsdirektor des israelischen Nationalen Zentrums für Forensische Medizin. 2013 erhielt Hans’ und Lucies Sohn, der seit 1938 wie seine Eltern in den Vereinigten Staaten lebende Martin Karplus, den Nobelpreis für Chemie. Ein Bruder von Martin K. ist der Physiker Robert Karplus.

## Bedeutung
Karplus beschäftigte sich hauptsächlich mit der Erforschung der Zentren des Zentralnervensystems, den sensorischen Bahnen und der Schweißsekretion. Gemeinsam mit Alois Kreidl, der ebenfalls Schüler von Exner-Ewarten war, beschrieb Karplus das Sympathikuszentrum an der Basis des Zwischenhirns. Seine Methode der Freilegung beider Großhirnhemisphären wird zum Teil heute noch angewandt. Vor der Fertigstellung einer Monographie über die Physiologie der vegetativen Zentren starb Karplus 1936.